# Grande Despertamento
Grande Despertar (português brasileiro) ou Grande Despertamento (português europeu) (em inglês Great Awakening) é a denominação atribuída a alguns períodos de rápido e dramático avivamento religioso na história religiosa anglo-americana. É considerado que seu início foi em 1730. Também foi descrito como um período de revoluções no pensamento religioso norte-americano. O termo também é usado em algumas saudações para referir-se ao avivamento religioso americano assim como a Reforma protestante inspirou durante e depois de 1500, tão bem como identificar tendências religiosas comuns distintas de dentro da cultura religiosa americana.

## Leitura recomendada
- Jim Wallis; "The Great Awakening: Reviving Faith & Politics in a Post-Religious Right America"; 2008 HarperOne, ISBN 9780060558291
- Alan Heimert; Religion and the American Mind: From the Great Awakening to the Revolution; Cambridge: Harvard University Press, 1966
- Robert William Fogel; The Fourth Great Awakening & the Future of Egalitarianism; 2000, University of Chicago Press, ISBN 0226256626
- Alan Heimert and Perry Miller ed.; The Great Awakening: Documents Illustrating the Crisis and Its Consequences; Nova Iorque: Bobbs-Merrill, 1967
- Frank Lambert; Inventing the Great Awakening Princeton: Princeton University Press, 1999.
- Frank Lambert; Pedlar in Divinity: George Whitefield and the Transatlantic Revivals; Princeton: Princeton University Press, 1994
- William G. McLoughlin; Revivals, Awakenings and Reform: An Essay on Religion and Social Change in America, 1607-1977 (1978)
- Joseph Tracy, The Great Awakening: A History of the Revival of Religion in the Time of Edwards and Whitefield, 1997, Banner of Truth, ISBN 0851517129. This is a reprint of the original work published in 1842.
- Harry Stout; The Divine Dramatist: George Whitefield and the Rise of Modern Evangelicalism;Grand Rapids, William B. Eerdmans, 1991